# Liste der Kulturdenkmale in Pillnitz
Die Liste der Kulturdenkmale in Pillnitz  umfasst sämtliche Kulturdenkmale der Dresdner Gemarkung Pillnitz. Die Anmerkungen sind zu beachten.
Diese Liste ist eine Teilliste der Liste der Kulturdenkmale in Dresden. 

Diese Liste ist eine Teilliste der Liste der Kulturdenkmale in Sachsen.

## Legende
- Bild: Bild des Kulturdenkmals, ggf. zusätzlich mit einem Link zu weiteren Fotos des Kulturdenkmals im Medienarchiv Wikimedia Commons. Wenn man auf das Kamerasymbol klickt, können Fotos zu Kulturdenkmalen aus dieser Liste hochgeladen werden:
- Bezeichnung: Denkmalgeschützte Objekte und ggf. Bauwerksname des Kulturdenkmals
- Lage: Straßenname und Hausnummer oder Flurstücknummer des Kulturdenkmals. Die Grundsortierung der Liste erfolgt nach dieser Adresse. Der Link (Karte) führt zu verschiedenen Kartendiensten mit der Position des Kulturdenkmals. Fehlt dieser Link, wurden die Koordinaten noch nicht eingetragen. Sind diese bekannt, können sie über ein Tool mit einer Kartenansicht einfach nachgetragen werden. In dieser Kartenansicht sind Kulturdenkmale ohne Koordinaten mit einem roten bzw. orangen Marker dargestellt und können durch Verschieben auf die richtige Position in der Karte mit Koordinaten versehen werden. Kulturdenkmale ohne Bild sind an einem blauen bzw. roten Marker erkennbar.
- Datierung: Baubeginn, Fertigstellung, Datum der Erstnennung oder grobe zeitliche Einordnung entsprechend des Eintrags in der sächsischen Denkmaldatenbank
- Beschreibung: Kurzcharakteristik des Kulturdenkmals entsprechend des Eintrags in der sächsischen Denkmaldatenbank, ggf. ergänzt durch die dort nur selten veröffentlichten Erfassungstexte oder zusätzliche Informationen
- ID: Vom Landesamt für Denkmalpflege Sachsen vergebene, das Kulturdenkmal eindeutig identifizierende Objekt-Nummer. Der Link führt zum PDF-Denkmaldokument des Landesamtes für Denkmalpflege Sachsen. Bei ehemaligen Kulturdenkmalen können die Objektnummern unbekannt sein und deshalb fehlen bzw. die Links von aus der Datenbank entfernten Objektnummern ins Leere führen. Ein ggf. vorhandenes Icon  führt zu den Angaben des Kulturdenkmals bei Wikidata.

## Pillnitz
| Bild                                    | Bezeichnung | Lage                                   | Datierung | Beschreibung | ID       |
| --------------------------------------- | --- | -------------------------------------- | --- | --- | -------- |
|                                         | Denkmalschutzgebiet Elbhänge | (Karte)                                | | von ortsbildprägender, landschaftsgestaltender Bedeutung und damit von indifikationsbildender Wirkung (in Kraft gesetzt am 28. März 1997). | 09305812 |
|                                         | Wegesäule | Am Pillnitzberg (Karte)                | 1. Hälfte 19. Jh. (Wegestein)                                                                                         | Sandsteinstele mit Inschriften am Kopf, ortsgeschichtlich und verkehrsgeschichtlich bedeutend | 09301599 |
|                                         | Wohnhaus in Ecklage und offener Bebauung                                                                                           | Am Rathaus 3 (Karte)                   | 2. Hälfte 19. Jh. (Wohnhaus)                                                                                          | stadtentwicklungsgeschichtlich bedeutend | 09215669 |
|                                         | Wohnhaus in geschlossener Bebauung                                                                                                 | Am Rathaus 5 (Karte)                   | bezeichnet 1862 (Wohnhaus)                                                                                            | mit Inschrifttafel, stadtentwicklungsgeschichtlich bedeutend | 09215670 |
|                                         | Pillnitzer Mühle (ehem.) | An der Schäferei 1 (Karte)             | um 1900 (Gasthaus) | Gasthaus (ehem.); heute Wohnhaus, markanter historisierender Klinkerbau, baugeschichtlich und ortsgeschichtlich bedeutend | 09211586 |
|                                         | Wohnhaus in offener Bebauung | An der Schäferei 2 (Karte)             | um 1680 (Bauernhaus)                                                                                                  | Fachwerk und Umgebinde, unter Verwendung von Altmaterial weitgehend originalgetreu rekonstruiert, baugeschichtlich bedeutend, wichtig für das Ortsbild, stadtentwicklungsgeschichtlich von Wert | 09211585 |
| Weitere Bilder                          | Königliches Kammergut Pillnitz (ehem.); Amtsverwalterei (ehem.)                                                                    | August-Böckstiegel-Straße 1 (Karte)    | 1736/1767 (Gutsverwalterhaus)                                                                                         | Wirtschaftsgebäude aus Mittelbau, ursprünglich mit Amtsstube und Wohnung des Verwalters sowie zwei jüngeren, niedrigeren Flügelanbauten, einst Scheune und Stall; insbesondere die Flügel offenbar mehrmals umgebaut, Amtsverwalterei architektonisch markanter Zweckbau vom Barock bis zum Historismus, baugeschichtlich bedeutend, als zentrales Gebäude des zu Schloss und Schlosspark Pillnitz gehörenden Kammergutes (als Wirtschaftshof) auch ortsgeschichtlich und wirtschaftsgeschichtlich sowie städtebaulich bedeutend (Einzeldenkmale, siehe auch August-Böckstiegel-Straße 1, 4, 6, 9, Dampfschiffstraße 1, 3, 4, 5/5a, 7 und Wünschendorfer Straße 1 mit ID-Nr. 09211569, ID-Nr. 09211552, ID-Nr. 09211553, ID-Nr. 09211554, ID-Nr. 09211598, ID-Nr. 09211599, ID-Nr. 09211600, ID-Nr. 09215671, ID-Nr. 09211549, ID-Nr. 09211578). | 09211556 |
| Weitere Bilder                          | Königliches Kammergut Pillnitz (ehem.); Scheune- und Schuppengebäude                                                               | August-Böckstiegel-Straße - (Karte)    | um 1800 (Gutsscheune)                                                                                                 | Scheune- und Schuppengebäude, markanter Zweckbau mit großen Toröffnungen, Kniestock und Krüppelwalmdach, Teil des einstigen Kammergutes, d. h. des Wirtschaftshofes der Pillnitzer Residenz, dessen Kernbereich mit Verwaltungsgebäude, Ställen, Brauhaus usw. von August-Böckstiegel-Straße, Dampfschiffstraße und Lohmener Straße begrenzt, einige Baulichkeiten auch außerhalb dieses Quartiers, z. B. die Schäferei an der Wünschendorfer Straße (heute Reiterhof), Kulturdenkmal im Sinne einer Sachgesamtheit; bau-, orts- und wirtschaftsgeschichtlich sowie städtebaulich bedeutend. | 09211569 |
| Weitere Bilder                          | Sachgesamtheit Schloss Pillnitz und Schlosspark Pillnitz mit zahlreichen Einzeldenkmalen                                           | August-Böckstiegel-Straße 2 (Karte)    | 17. Jh. bis Mitte 20. Jh. (Schlossanlage)                                                                             | Sachgesamtheit Schloss und Schlosspark Pillnitz mit folgenden Einzeldenkmalen: Wasserpalais (ID-Nr. 09211562), Bergpalais (ID-Nr. 09211563), Neues Palais (ID-Nr. 09211561), Englischer Pavillon (ID-Nr. 09211567), Chinesischer Pavillon (ID-Nr. 09211571), Orangerie (ID-Nr. 09211564), Palmenhaus (ID-Nr. 09211570) sowie weitere Einzeldenkmale; baugeschichtlich, gartengestalterisch, künstlerisch, ortsgeschichtlich und landschaftsgestaltend bedeutend, als einstige Residenz der Wettiner zudem von besonderer Bedeutung für die Landesgeschichte. Anlage nach Plänen von Matthäus Daniel Pöppelmann in mehreren Bauphasen in barock-chinoisem Stil erbaut, bestehend aus Wasserpalais, Bergpalais und Neuem Palais, mit Lustgarten in französischem Stil, Englischem, Holländischem und Chinesischem Garten, Orangerie und Palmenhaus, Park zudem mit Pavillon und der über 230 Jahre alten, etwa 8,90 Meter hohen Pillnitzer Kamelie.                                      | 09211568 |
| Weitere Bilder                          | Schloss und Schlosspark Pillnitz: Indianisches Lustschloss; Wasserpalais (Einzeldenkmal zu ID-Nr. 09211568)                        | August-Böckstiegel-Straße 2 (Karte)    | 1720/1721 (Schloss)                                                                                                   | Einzeldenkmal der Sachgesamtheit Schloss und Schlosspark Pillnitz: Palaisgebäude; zweigeschossige, zur Elbe hin dreigeschossige, lang gestreckte Anlage von bewegtem Grundriss mit siebenachsigem Mittelbau, viersäuligem Portikus zur Gartenseite und zwei Pavillons die durch zurückgesetzte Zwischenstücke mit dem Haupttrakt verbunden sind, davor elbseitig gelegene aufwendige Treppenanlage, zudem zwei seitliche Flügelbauten, angeschlossen über viertelkreisförmige Galerien, einer der bedeutendsten Bauten des 18. Jahrhunderts in Sachsen, Baudenkmal von nationalem Rang, baugeschichtlich, künstlerisch, genauer baukünstlerisch sowie gartenkünstlerisch, kunsthistorisch, ortsgeschichtlich, wissenschaftlich und städtebaulich bedeutend, zudem singulär. | 09211562 |
| Weitere Bilder                          | Schloss und Schlosspark Pillnitz: Bergpalais (Einzeldenkmal zu ID-Nr. 09211568)                                                    | August-Böckstiegel-Straße 2 (Karte)    | 1723 (Schloss) | Einzeldenkmal der Sachgesamtheit Schloss und Schlosspark Pillnitz: Palaisgebäude; zweigeschossiger Bau von bewegtem Grundriss mit siebenachsigem Mittelbau, davor Säulenportikus, und zwei Pavillons die durch zurückgesetzte Zwischenstücke mit dem Haupttrakt verbunden sind (»eine fast genaue Wiederholung des Wasserpalais«), zudem zwei seitliche Flügelbauten, einer der bedeutendsten Bauten des 18. Jahrhunderts in Sachsen, Baudenkmal von nationalem Rang, baugeschichtlich, künstlerisch, genauer baukünstlerisch sowie gartenkünstlerisch, kunsthistorisch, wissenschaftlich, ortsgeschichtlich und städtebaulich bedeutend, zudem singulär. | 09211563 |
| Weitere Bilder                          | Schloss und Schlosspark Pillnitz: Neues Palais (Einzeldenkmal zu ID-Nr. 09211568)                                                  | August-Böckstiegel-Straße 2 (Karte)    | 1818-1826 (Schloss)                                                                                                   | Einzeldenkmal der Sachgesamtheit Schloss und Schlosspark Pillnitz: Palaisgebäude; Dreiflügelanlage, jeder der zweigeschossigen Flügel, Hauptgebäude, Kapellenflügel und Küchenflügel, mit architektonisch hervorgehobenen Mitteltrakten und säulenflankierten Durchgängen, Verbindung mit Wasserpalais und Bergpalais durch viertelkreisförmige Galerien, umschließt im Osten den Fliederhof, im Mitteltrakt des nordwestlichen Hauptgebäudes festlicher Kuppelsaal, im ersten Obergeschoss, des nordöstlichen Flügels Schlosskapelle, in Kuppelsaal und Schlosskapelle aufwendige Ausstattung mit Malerei, Stuckdekor usw., Teil eines architektonisch einzigartigen Ensembles, vollendet gesamte Anlage des Schlosskomplexes auf einfühlsame Weise, verbindet Sächsischen Barock und frühen Klassizismus in anspruchsvoller Gestalt, baugeschichtlich, künstlerisch, genauer baukünstlerisch sowie gartenkünstlerisch, ortsgeschichtlich und städtebaulich bedeutend, zudem singulär | 09211561 |
| Weitere Bilder                          | Schloss und Schlosspark Pillnitz: Alte Schlosswache; Militärwache (Einzeldenkmal zu ID-Nr. 09211568)                               | August-Böckstiegel-Straße 2 (Karte)    | 1824 (Militärwache)                                                                                                   | Einzeldenkmal der Sachgesamtheit Schloss und Schlosspark Pillnitz: Wachgebäude; schlichter zweigeschossiger Bau des Klassizismus über annähernd rechteckigem Grundriss mit Säulenportal und flachem Walmdach, baugeschichtlich und ortsgeschichtlich sowie künstlerisch, genauer gartenkünstlerisch bedeutend | 09211560 |
| Weitere Bilder                          | Schloss und Schlosspark Pillnitz: Orangerie (Einzeldenkmal zu ID-Nr. 09211568)                                                     | August-Böckstiegel-Straße 2 (Karte)    | 1725 (Orangerie) | Einzeldenkmal der Sachgesamtheit Schloss und Schlosspark Pillnitz: Orangerie; Gebäude aus achteckigem Mittelteil und zwei niedrigeren Flügelanbauten, insgesamt langgestrecktes Gebäude, Akzente durch das Mansarddach des mittleren Traktes, die Lisenengliederung, die Rundbogenöffnungen und die Balustraden der Flügel, gestalterisch markantes Bauwerk des 18. und 19. Jahrhunderts, zudem Teil der einzigartigen Schlossanlage von Pillnitz, baugeschichtlich und künstlerisch, genauer baukünstlerisch sowie gartenkünstlerisch bedeutend. | 09211564 |
| Weitere Bilder                          | Schloss und Schlosspark Pillnitz: Englischer Pavillon (Einzeldenkmal zu ID-Nr. 09211568)                                           | August-Böckstiegel-Straße 2 (Karte)    | 1778/1781 (Gartenpavillon)                                                                                            | Einzeldenkmal der Sachgesamtheit Schloss und Schlosspark Pillnitz: Rundtempel; markanter zweigeschossiger Bau, das Untergeschoss von acht ionischen Doppelsäulen umstellt, am zurückgesetzten Oberbau doppelte Pilaster, unverwechselbare architektonische Lösung eines Rundbaus, ungewöhnlicher Grundriss der Treppenanlage im Innern, Räume mit bemerkenswerter Ausstattung, darunter Stuckdekor, Malerei usw., baugeschichtlich, kunsthistorisch, künstlerisch, genauer baukünstlerisch sowie gartenkünstlerisch und wissenschaftlich bedeutend, zudem singulär | 09211567 |
| Weitere Bilder                          | Schloss und Schlosspark Pillnitz: Chinesischer Pavillon (Einzeldenkmal zu ID-Nr. 09211568)                                         | August-Böckstiegel-Straße 2 (Karte)    | 1804 (Gartenpavillon)                                                                                                 | Einzeldenkmal der Sachgesamtheit Schloss und Schlosspark Pillnitz: Pavillon; über quadratischem Grundriss, auf drei Seiten hölzerne Säulen vorgestellt, ein geschwungenes Dach tragend, innen Ausmalung aus der Entstehungszeit, baugeschichtlich, kunsthistorisch, künstlerisch, genauer baukünstlerisch sowie gartenkünstlerisch und städtebaulich bedeutend, zudem singulär | 09211571 |
| Weitere Bilder                          | Schloss und Schlosspark Pillnitz: Flora-Statue; kleine Anlage mit Bildwerk (Einzeldenkmal zu ID-Nr. 09211568)                      | August-Böckstiegel-Straße 2 (Karte)    | 1870 (Statue) | Einzeldenkmal der Sachgesamtheit Schloss und Schlosspark Pillnitz: kleine Anlage mit Bildwerk; Statue auf Sockel und hohem Postament, dazu Halbrund mit Beeteinfassung und zwei Postamenten, antikisierende Frauenfigur, anspruchsvoll gestaltet, gartenkünstlerisch bedeutend | 09218998 |
| Weitere Bilder                          | Schloss und Schlosspark Pillnitz: Palmenhaus (Einzeldenkmal zu ID-Nr. 09211568)                                                    | August-Böckstiegel-Straße 2 (Karte)    | 1859-1860 (Palmenhaus)                                                                                                | Einzeldenkmal der Sachgesamtheit Schloss und Schlosspark Pillnitz: Gewächshaus mit hervorgehobenem Mittelteil; galt zur Erbauungszeit als größtes Gewächshaus Deutschlands, baugeschichtlich und künstlerisch, genauer baukünstlerisch sowie gartenkünstlerisch bedeutend, zudem singulär | 09211570 |
|                                         | Schloss und Schlosspark Pillnitz: Deckelvase (Einzeldenkmal zu ID-Nr. 09211568)                                                    | August-Böckstiegel-Straße 2 (Karte)    | um 1785 (Gartenvase)                                                                                                  | Einzeldenkmal der Sachgesamtheit Schloss und Schlosspark Pillnitz: Sandsteinvase mit abgetrepptem Sockel und Postament an der Maille-Bahn; Vase zeigt antikisierende Formen und Motive, gartenkünstlerisch bedeutend. Maille-Bahn, im 18. Jh. angelegt als Teil der 760 Meter langen Pillnitz-Hosterwitzer Allee, ab 1766 für das Ballspiel Paille-Maille genutzt, seit 1785 mit steinerner Vase von Thaddäus Ignatius Wiskotschill. | 09218999 |
| Weitere Bilder                          | Schloss und Schlosspark Pillnitz: Rote Tritonengondel (Einzeldenkmal zu ID-Nr. 09211568)                                           | August-Böckstiegel-Straße 2 (Karte)    | 1790 (Schiff) | Einzeldenkmal der Sachgesamtheit Schloss und Schlosspark Pillnitz: Gondel mit Schutzdach; reich gestaltet, mit Aufbau, künstlerisch und gartenkünstlerisch bedeutend | 09211548 |
|                                         | Schloss und Schlosspark Pillnitz: Trompeterhaus; Wohnhaus für den Schlosstrompeter (Einzeldenkmal zu ID-Nr. 09211568)              | August-Böckstiegel-Straße 2 (Karte)    | 1863 (Wohnhaus) | Einzeldenkmal der Sachgesamtheit Schloss und Schlosspark Pillnitz: Wohnhaus für den Schlosstrompeter; direkt an der Außenmauer zur Elbe gelegen, kleiner spätklassizistischer Bau, künstlerisch, genauer gartenkünstlerisch und baugeschichtlich bedeutend | 09306683 |
|                                         | Schloss und Schlosspark Pillnitz: Löwenkopfbastei (Einzeldenkmal zu ID-Nr. 09211568)                                               | August-Böckstiegel-Straße 2 (Karte)    | 17. Jh. (Bastei) | Einzeldenkmal der Sachgesamtheit Schloss und Schlosspark Pillnitz: Löwenkopfbastei; kleine Bastion mit Löwenkopf am elbseitigen Mauerwerk, gehörte zu dem einst am Elbufer stehenden Lusthaus, darauf obeliskartiges Denkmal, baugeschichtlich, ortsgeschichtlich, künstlerisch, genauer gartenkünstlerisch und städtebaulich bedeutend | 09306539 |
| Direkt Bild zu diesem Denkmal hochladen | Schloss und Schlosspark Pillnitz: sog. Winterschuppen (Einzeldenkmal zu ID-Nr. 09211568)                                           | August-Böckstiegel-Straße 2 (Karte)    | 2. Hälfte 18. Jh./ 1. Hälfte 19. Jh. (Schuppen)                                                                       | Einzeldenkmal der Sachgesamtheit Schloss und Schlosspark Pillnitz: sog. Winterschuppen | 09306684 |
| Weitere Bilder                          | Schloss und Schlosspark Pillnitz: Hera; Juno Ludovisi (Einzeldenkmal zu ID-Nr. 09211568)                                           | August-Böckstiegel-Straße 2 (Karte)    | bezeichnet 1846 (Büste)                                                                                               | Einzeldenkmal der Sachgesamtheit Schloss und Schlosspark Pillnitz: Hera; Juno Ludovisi, Büste/Kopf auf Postament; auf der Insel im Englischen Teich gelegen, klassizistisches Bildwerk, antikisch, vor allem künstlerisch, genauer gartenkünstlerisch bedeutend | 09306677 |
|                                         | Alte Kaserne | August-Böckstiegel-Straße 3 (Karte)    | 1851 (Kaserne) | Kasernengebäude; dreigeschossiger Bau mit markantem Eingangsportal und Walmdach, heute als Wohnhaus genutzt, Teil der Wettiner Residenz in Pillnitz, baugeschichtlich, ortsgeschichtlich und landesgeschichtlich bedeutend | 09211555 |
| Weitere Bilder                          | Königliches Kammergut Pillnitz (ehem.); Fasanenwärter-, Hofjäger- und Oberstallmeisterhaus                                         | August-Böckstiegel-Straße 4 (Karte)    | 1. Hälfte 19. Jh. (Wohnhaus)                                                                                          | Wohnhaus mit Anbau in Ecklage und offener Bebauung; Fachwerk | 09211552 |
| Direkt Bild zu diesem Denkmal hochladen | Königliches Kammergut Pillnitz (ehem.); Wohnhaus                                                                                   | August-Böckstiegel-Straße 6 (Karte)    | um 1815 (Wohnhaus) | Wohnhaus und Scheune eines Kammergutes; Fachwerkscheune, markante Baugruppe innerhalb des Kammergutes, baugeschichtlich und ortsgeschichtlich bedeutend | 09211553 |
| Weitere Bilder                          | Pillnitzer Ziegelmeisterhaus (ehem.)                                                                                               | August-Böckstiegel-Straße 7 (Karte)    | 2. Hälfte 17. Jh., 1693 erstmals erwähnt (Handwerkerhaus)                                                             | Handwerkerhaus; Fachwerkbau mit Vorlaube, heute ausschließlich Wohnhaus, neben Altem Fischerhaus von Pillnitz einziges Vorlaubenhaus in Dresden, baugeschichtlich, künstlerisch und städtebaulich bedeutend, zudem singulär | 09211550 |
| Weitere Bilder                          | Altes Fischerhaus | August-Böckstiegel-Straße 8 (Karte)    | Anfang 18. Jh. (Fischerhaus)                                                                                          | Fischerhaus; Fachwerkbau mit Vorlaube, heute ausschließlich Wohnhaus, neben Pillnitzer Ziegelmeisterhaus einziges Vorlaubenhaus von Dresden, baugeschichtlich, künstlerisch und städtebaulich bedeutend, zudem singulär | 09211551 |
| Weitere Bilder                          | Königliches Kammergut Pillnitz (ehem.); Hofgärtnerhaus (ehem.)                                                                     | August-Böckstiegel-Straße 9 (Karte)    | Anfang 19. Jh. (Gärtneranwesen)                                                                                       | Wohnhaus in offener Bebauung; schlichter, zweigeschossiger Bau mit Krüppelwalmdach (siehe August-Böckstiegel-Straße), baugeschichtlich und ortsgeschichtlich von Bedeutung | 09211554 |
|                                         | Schlossschänke | August-Böckstiegel-Straße 10 (Karte)   | um 1825 (Gasthaus) | Gasthaus mit Veranda; nobler und schlichter klassizistischer Bau, gestalterische Akzentuierungen durch Putznutungen, traditionelle Pillnitzer Wirtschaft, baugeschichtlich und ortsgeschichtlich bedeutend. Gaststätte, bis 1923 im Besitz der Wettiner, daraufhin verstaatlicht, nach 1945 mehrfach umgebaut, nach 1994 abgetragen und originalgetreu wiederaufgebaut, seit 1999 als öffentliche Gaststätte mit Landhotel wiedereröffnet. | 09211559 |
| Direkt Bild zu diesem Denkmal hochladen | Weinbergsmauern | Bergweg (Karte)                        | 18./19. Jh. (Weinbergmauer)                                                                                           | Weinbergsmauern; wichtig für das Ortsbild, von landschaftsgestaltender Bedeutung | 09211591 |
| Weitere Bilder                          | Sachgesamtheit Königlicher Weinberg Pillnitz mit Weinbergkirche und Presshaus, Weinberg-Terrassen, Mauern, Treppen und Pavillons   | Bergweg 1; 1c; 3; 3b; 3c; 5; 9 (Karte) | 18./19. Jh. (Weinberg)                                                                                                | Sachgesamtheit Königlicher Weinberg Pillnitz mit Weinbergskirche (Bergweg 3), Presshaus (Bergweg1), Bergweg 5 und 9 (Einzeldenkmale ID-Nr. 09211604, ID-Nr. 09211602, ID-Nr. 09211590 und ID-Nr. 09211589) sowie Bergweg 1c, 3b, 3c, Weinberg-Terrassen, Mauern, Treppen und Pavillons (als Sachgesamtheitsteile); einzigartiges Ensemble von besonderer städtebaulicher und landschaftsgestaltender Bedeutung, vor allem im Zusammenspiel mit der Weinbergskirche und dem Schlosskomplex von Pillnitz, als Weinberg der Wettiner Residenz in Pillnitz auch ortsgeschichtlich von Belang. | 09211603 |
| Weitere Bilder                          | Königlicher Weinberg Pillnitz: Weinpresse (Einzeldenkmal zu ID-Nr. 09211603)                                                       | Bergweg 1 (Karte)                      | bezeichnet 1826 »MDCCCXXVI« (Presshaus)                                                                               | Einzeldenkmal der Sachgesamtheit Königlicher Weinberg Pillnitz: Presshaus; lang gestrecktes Gebäude mit drei hervorgehobenen Portalachsen und Krüppelwalmdach, mit höfischen Schmuckformen im straßenseitigen Giebel und Stuckfries, heute als Wohnhaus genutzt, einer der bemerkenswertesten klassizistischen Bauten von Dresden, baugeschichtlich und künstlerisch bedeutend, zudem als im Zusammenhang mit dem Königlichen Weinberg von Pillnitz stehendes Gebäude von städtebaulicher und landschaftsgestaltender Bedeutung | 09211602 |
| Weitere Bilder                          | Königlicher Weinberg Pillnitz: Weinbergkirche Zum Heiligen Geist (Einzeldenkmal zu ID-Nr. 09211603)                                | Bergweg 3 (Karte)                      | 1723-1725 (Kirche), 1648 (Altar), 17. Jh. (Taufe), Ende 16. Jh. (Herr v. Pflugk), 1609 (v. Loß, Grabstein)            | Einzeldenkmal der Sachgesamtheit Königlicher Weinberg Pillnitz: Kirche, schlichter einschiffiger Bau über rechteckigem Grundriss, mit Walmdach und hölzernem Glockentürmchen, dazu Ausstattung, diese zum Teil aus der alten Schlosskirche, Orgel; Gotteshaus einzigartiges Beispiel barocker Kirchenbaukunst, Werk des bedeutendsten sächsischen Baumeisters des 18. Jahrhunderts, baugeschichtlich und künstlerisch bedeutend sowie singulär, außerdem im Zusammenhang mit dem Königlichen Weinberg und dem Schlosskomplex von Pillnitz ortsgeschichtlich, städtebaulich und landschaftsgestaltend von Belang. Evangelisch-lutherische Kirche „Zum Heiligen Geist“, von Matthäus Daniel Pöppelmann erbaut, seit 1891 mit Jehmlich-Orgel, 1976 Schließung der Kirche, 1983–1989 als Lagerraum genutzt, 1990–1997 restauriert und seither wieder Kirche. | 09211604 |
|                                         | Königlicher Weinberg Pillnitz: Reihenhaus mit Hintergebäude (Einzeldenkmal zu ID-Nr. 09211603)                                     | Bergweg 5; 5d (Karte)                  | 2. Viertel 19. Jh. (Winzerhaus)                                                                                       | Einzeldenkmal der Sachgesamtheit Königlicher Weinberg Pillnitz: Reihenhaus mit Hintergebäude; Winzerhäuser, baugeschichtlich und ortsgeschichtlich bedeutend | 09211590 |
|                                         | Königlicher Weinberg Pillnitz: Reihenhaus mit Hintergebäude (Einzeldenkmal zu ID-Nr. 09211603)                                     | Bergweg 9 (Karte)                      | 2. Viertel 19. Jh. (Winzerhaus)                                                                                       | Einzeldenkmal der Sachgesamtheit Königlicher Weinberg Pillnitz: Reihenhaus mit Hintergebäude; Winzerhäuser, baugeschichtlich und ortsgeschichtlich bedeutend | 09211589 |
| Weitere Bilder                          | Weinbergschule (ehem.) | Bergweg 23 (Karte)                     | um 1935 (Schule) | Schulgebäude; zweigeschossiger Bau mit Walmdach, ortsgeschichtlich bedeutend | 09215667 |
| Weitere Bilder                          | Sachgesamtheit Rysselsche Berg; Rysselsches Weingut (auch Rysselkuppe) mit zahlreichen Einzeldenkmalen                             | Bergweg 25; 27; 27d; 29; 31 (Karte)    | 1. Hälfte 18. Jh., möglw. noch älter (Weinberg)                                                                       | Sachgesamtheit Rysselsches Weingut mit folgenden Einzeldenkmalen: Weinberg-Herrenhaus einschl. Anbau, Hintergebäude und Scheune (Bergweg 25), Winzerhaus mit Hintergebäude (Bergweg 27) sowie Einfriedungsmauern und vier Torpfeilern (Einzeldenkmal ID-Nr. 09211588, Bergweg 25, 27), dem Weinberg (Gartendenkmal) und den Häusern Bergweg 27d, 29/31 als Sachgesamtheitsteilen; noch anschaulich nachvollziehbares, beeindruckendes Zeugnis des Weinanbaus im Elbtal zwischen Loschwitz und Pillnitz von besonderer ortsgeschichtlicher Bedeutung, zudem als ein die Landschaft in besonderem Maße prägendes und deren Unverwechselbarkeit zugleich unterstreichendes Element von landschaftsgestaltender Bedeutung, mit bemerkenswerten Fachwerkbau des Weinberg-Herrenhauses auch architekturgeschichtlich von Belang. | 09218817 |
| Weitere Bilder                          | Rysselsche Berg; Rysselsches Weingut: Weinberg-Herrenhaus, Winzerhaus sowie Einfriedungsmauern (Einzeldenkmale zu ID-Nr. 09218817) | Bergweg 25; 27 (Karte)                 | 1. Hälfte 18. Jh. (Weinbau-Herrenhaus), bezeichnet 1900 (Scheune)                                                     | Einzeldenkmale der Sachgesamtheit Rysselsches Weingut: Weinberg-Herrenhaus einschl. Anbau, Hintergebäude und Scheune (Bergweg 25), Winzerhaus mit Hintergebäude (Bergweg 27) sowie Einfriedungsmauern und vier Torpfeiler zu beiden Seiten; gesamte Anlage noch anschaulich nachvollziehbares, beeindruckendes Zeugnis des Weinanbaus im Elbtal zwischen Loschwitz und Pillnitz von besonderer ortsgeschichtlicher Bedeutung, zudem als ein die Landschaft in besonderem Maße prägendes und deren Unverwechselbarkeit zugleich unterstreichendes Element von landschaftsgestaltender Bedeutung, mit bemerkenswerten Fachwerkbau des Weinberg-Herrenhauses auch architekturgeschichtlich von Belang | 09211588 |
|                                         | Villa mit Garten und Einfriedung                                                                                                   | Bodemer Weg 3 (Karte)                  | um 1875 (Villa) | italienisierender Bau mit vorkragender Dachtraufe, schlichte und zugleich noble Fassadengestaltung, markante Einfriedung, Anwesen baugeschichtlich bedeutend | 09211535 |
|                                         | Wegestein mit Schaft und Inschrift                                                                                                 | Copitzer Straße - (Karte)              | 2. H. 19. Jh. (Wegestein)                                                                                             | bedeutend für Verkehrsgeschichte | 09300886 |
|                                         | Sommerhaus, Wirtschaftsgebäude und Einfriedung                                                                                     | Copitzer Straße 1; 1a (Karte)          | um 1905 (Sommerhaus/Wochenendhaus)                                                                                    | ursprünglich wohl ein Villenanwesen mit der Copitzer Straße 3, das Sommerhaus versachlicht, belebt durch barockisierende Elemente, baugeschichtlich bedeutend baugeschichtlich bedeutend | 09211532 |
|                                         | Villa mit Garten und schmiedeeisernem Tor                                                                                          | Copitzer Straße 3 (Karte)              | um 1905 (Villa) | ursprünglich wohl ein Anwesen mit der Copitzer Straße 1/1a, Gebäude mit weithin sichtbarem Turmanbau, versachlichte Gestaltung, wenige historisierende Elemente, Beispiel der Reformarchitektur nach 1900, baugeschichtlich und künstlerisch bedeutend | 09211533 |
| Weitere Bilder                          | Privilegierter Gasthof Goldener Löwe (ehem.)                                                                                       | Dampfschiffstraße 1 (Karte)            | 1838, Inschrifttafel im Keller (Gasthof)                                                                              | Gasthaus; zweigeschossiger Gebäudekomplex mit kleinem Innenhof, nach Osten mit ausgebautem Dachgeschoss und drei von Säulen getragenen Balkonvorlagen, Teil von Pillnitz, historische Lokalität, zeittypisches und zugleich exemplarisches klassizistisches Gebäude, ortsgeschichtlich, baugeschichtlich, künstlerisch und landschaftsgestaltend von Bedeutung. Ehem. privilegierter Gasthof, 1608 erstmals als Erbrichtergut mit Ausschank erwähnt, mehrfach umgebaut und erweitert, ab 1835 in Privatbesitz, nach 1945 Schließung, später als Arbeiterwohnheim genutzt, danach leerstehend und ruinös, jetzt zu Wohnungen umgebaut. | 09211596 |
| Weitere Bilder                          | Königliches Kammergut Pillnitz (ehem.); Brauhaus (ehem.)                                                                           | Dampfschiffstraße 2 (Karte)            | 2. Viertel 19. Jh. (Brauerei)                                                                                         | Brauhaus mit Toranlage (Torpfeiler) und Einfriedungsmauer (entlang der Dampfschiffstraße); wuchtiger Bau mit hohem, von langen Dachhechten belebtem Walmdach, baugeschichtlich von Bedeutung | 09211599 |
| Weitere Bilder                          | Königliches Kammergut Pillnitz (ehem.); Leibschützenhaus (ehem.)                                                                   | Dampfschiffstraße 4 (Karte)            | | Wohnhaus mit seitlichem Torbogen und Mauer, in die Einfriedung des ehem. Kammergutes eingefügt | 09211600 |
| Weitere Bilder                          | Königliches Kammergut Pillnitz (ehem.); Scheune                                                                                    | Dampfschiffstraße 5; 5a (Karte)        | bezeichnet 1882 (Scheune)                                                                                             | Scheune (siehe August-Böckstiegel-Straße); baugeschichtlich von Bedeutung | 09211598 |
| Weitere Bilder                          | Königliches Kammergut Pillnitz (ehem.); Scheune                                                                                    | Dampfschiffstraße 7 (Karte)            | Anfang 19. Jh. (Scheune)                                                                                              | Scheune; nur die Grundmauern erhalten (siehe August-Böckstiegel-Straße) | 09215671 |
| Weitere Bilder                          | Villa, Pavillon, Einfriedung, Plastik und Garten                                                                                   | Dresdner Straße 66 (Karte)             | 2. Hälfte 19. Jh. (Villa), 1905 (Gartenpavillon)                                                                      | ehem. Wohnsitz des Meißner Bischofs, davor Landgut Familie Brockhaus, bemerkenswertes Anwesen, das Wohngebäude mit anspruchsvoller historisierender Gestaltung, dabei die Gartenfront durch mittigen Balkon akzentuiert, das Gartenhaus von Schumacher elegantes Beispiel der Reformarchitektur nach 1900, Garten belebt durch Plastiken und Vase, Wegeführung inszeniert Gartenhaus, gesamte Anlage baugeschichtlich und künstlerisch bedeutend sowie singulär. | 09211537 |
|                                         | Landhaus | Dresdner Straße 74 (Karte)             | 2. Hälfte 19. Jh. (Landhaus)                                                                                          | schlichter ausgewogen gestalteter Bau, möglicherweise im Kern älter und im 19. Jahrhundert überformt, auffällig das scheinbar etwas überkragende Obergeschoss (erinnert an Winzerhäuser aus dem 17./18. Jahrhundert), baugeschichtlich bedeutend | 09211536 |
|                                         | Mietvilla und Garten | Dresdner Straße 78 (Karte)             | bezeichnet 1872 (Villa)                                                                                               | früher Historismusbau mit Lochfassade, Rundbogenportal und südländisch wirkender, vorkragender Dachtraufe, baugeschichtlich bedeutend | 09215674 |
| Weitere Bilder                          | Mietvilla mit überdachtem Zugang                                                                                                   | Dresdner Straße 80 (Karte)             | um 1900 (Mietvilla), um 1910 (Gartenpavillon), um 1910 (Laubengang/Berceau)                                           | Mietvilla mit überdachtem Zugang, Treillagegang bzw. Laubengang und hölzerner Pavillon (letztere 2007 von der Hosterwitzer Straße 4 hierher transloziert); Akzente durch Zierfachwerk, markanter Bau um 1900 zwischen Historismus und Heimatschutzstil, baugeschichtlich und künstlerisch bedeutend. | 09211534 |
|                                         | Straßenseitige Einfriedungsmauer mit Toranlage und Pforte                                                                          | Dresdner Straße 151 (Karte)            | 2. Hälfte 19. Jh. (Stützmauer)                                                                                        | Straßenseitige Einfriedungsmauer mit Toranlage und Pforte sowie rückwärtige Stützmauern mit Brunnennische (wohl einstige Weinbergsmauern); baugeschichtlich bedeutsam und von Belang für das Ortsbild | 09301963 |
|                                         | Wohnhaus in offener Bebauung | Dresdner Straße 155 (Karte)            | um 1895 (Wohnhaus) | stadtentwicklungsgeschichtlich bedeutend | 09211531 |
| Direkt Bild zu diesem Denkmal hochladen | Wohnhaus mit vorgelagertem Garten und Einfriedungs- sowie Stützmauern                                                              | Hausbergstraße 6 (Karte)               | 1936–1940 | Als längsrechteckiger Baukörper mit Lochfassade, ausgebautem Walmdach (häufig wurden auch Satteldächer verwendet) und kleinem Balkon, klassisches, traditionell gestaltetes Wohnhaus der 1930er Jahre, nach Entwurf des Architekten Erich Köckritz (1910–1973), der an vielen Großprojekten nach 1945 beteiligt war, errichtet, für sich und seine Familie gebaut, bau- und personengeschichtlich bedeutend | 09307170 |
| Weitere Bilder                          | Café Hausberg (ehem.) | Hoher Steig 4 (Karte)                  | bezeichnet 1931 (Café)                                                                                                | Café mit Veranda; heute als Wohnhaus genutzt, traditionelle Pillnitzer Lokalität, weithin sichtbar, dabei von Belang für das Ortsbild, baugeschichtlich, ortsgeschichtlich sowie städtebaulich bedeutend. Ehem. Restaurant, von Richard Merz erbaut und auch bewirtschaftet, während des Zweiten Weltkriegs als Flüchtlingsunterkunft genutzt, 1945 wiedereröffnet, 1951 verstaatlicht, 1992 Schließung, nach Renovierung 1997 wiedereröffnet, 2004 Umbau zum Wohnhaus. | 09215675 |
| Direkt Bild zu diesem Denkmal hochladen | Kastanienallee | Lohmener Straße - (Karte)              | 18. Jh. (Allee) | Kastanienallee Lohmener Straße bis Oberpoyritz (Dorfplatz); von landschaftsgestaltender Bedeutung | 09218821 |
| Weitere Bilder                          | Privilegierter Gasthof Goldener Löwe (ehem.)                                                                                       | Lohmener Straße 4 (Karte)              | 1838, Inschrifttafel im Keller (Gasthof)                                                                              | Gasthaus; zweigeschossiger Gebäudekomplex mit kleinem Innenhof, nach Osten mit ausgebautem Dachgeschoss und drei von Säulen getragenen Balkonvorlagen, Teil von Pillnitz, historische Lokalität, zeittypisches und zugleich exemplarisches klassizistisches Gebäude, ortsgeschichtlich, baugeschichtlich, künstlerisch und landschaftsgestaltend von Bedeutung, jetzt umgebaut zum Wohnhaus. | 09211596 |
|                                         | Wohnhaus in offener Bebauung | Lohmener Straße 5 (Karte)              | Ende 19. Jh. (Wohnhaus)                                                                                               | Fachwerk, bildet reizvolles Ensemble mit benachbarter Nummer 7, wichtig für das Ortsbild, von baugeschichtlicher und landschaftsgestaltender Bedeutung | 09211594 |
|                                         | Alte Schmiede | Lohmener Straße 7 (Karte)              | bezeichnet 1602 (Schmiede)                                                                                            | Ehemalige Schmiede; zweigeschossiges Fachwerkhaus mit ausgebautem Dachgeschoss, bildet reizvolles Ensemble mit benachbarter Nummer 5, wichtig für das Ortsbild, von baugeschichtlicher und landschaftsgestaltender Bedeutung | 09211595 |
|                                         | Königliche Hofgärtnerei; Versuchs- und Beispielgärtnerei Pillnitz                                                                  | Lohmener Straße 10 (Karte)             | 1913-1915 (Gärtnerei)                                                                                                 | Gärtnerei mit großem Kopfbau zur Lohmener Straße, sogen. Steffen-Bau, Wohnhäusern, Pförtnerhaus, Gartenpavillon und Mauer mit pavillonartigen Aufbauten und zwei Toreinfahrten mit Torpfeilern, das Gewächshauskreuz rekonstruiert, baugeschichtlich, gartengeschichtlich und ortsgeschichtlich bedeutend (siehe auch Söbrigener Straße 5b/5c/5d). | 09210282 |
|                                         | Königlicher Eiskeller | Meixstraße (Karte)                     | um 1800 (Eiskeller)                                                                                                   | Eiskellerbauwerk; wuchtiger eingeschossiger Bau mit halbkreisförmigen Blindöffnungen und gestalterisch hervorgehobener Eingangssituation, im Inneren westlich vom Eingang eine große Rundbogentonne parallel und östlich von diesem eine kleinere Rundbogentonne quer zur Straße, charakteristischer klassizistischer Bau, wirtschaftsgeschichtlich und baugeschichtlich bedeutend. Von Freiberger Bergleuten als Lagerraum angelegt, mit Kühleis für höfische Feste auf Schloss Pillnitz genutzt, im Zweiten Weltkrieg Luftschutzbunker und Lager u. a. für Treibstoff und den Goldenen Reiter, um 1960 durch Sprengungen zum Teil eingestürzt, seither Eingang vermauert. | 09211584 |
|                                         | Wohnhaus in offener Bebauung | Meixstraße 2 (Karte)                   | 19. Jh. (Wohnhaus) | Wohnhaus in offener Bebauung, mit Werkstattanbau; stadtentwicklungsgeschichtlich bedeutend | 09211579 |
|                                         | Wohnhaus in offener Bebauung | Meixstraße 4 (Karte)                   | 19. Jh. (Wohnhaus) | stadtentwicklungsgeschichtlich bedeutend | 09211580 |
|                                         | Mietshaus in Ecklage und offener Bebauung                                                                                          | Meixstraße 7 (Karte)                   | um 1900 (Mietshaus)                                                                                                   | markanter historisierender Bau mit Zierfachwerk, Balkon und Eckturm, baugeschichtlich bedeutend | 09211581 |
|                                         | Mietshaus in offener Bebauung | Meixstraße 8 (Karte)                   | 2. Hälfte 19. Jh. (Mietshaus)                                                                                         | stadtentwicklungsgeschichtlich bedeutend | 09211582 |
|                                         | Wohnhaus mit hölzerner Veranda in offener Bebauung                                                                                 | Meixstraße 14 (Karte)                  | 2. Hälfte 19. Jh. (Wohnhaus)                                                                                          | stadtentwicklungsgeschichtlich von Bedeutung | 09215676 |
|                                         | Brücke über den Friedrichsgrundbach                                                                                                | Orangeriestraße - (Karte)              | 19. Jh. (Straßenbrücke)                                                                                               | aus Sandsteinquadern, markante Bogenbrücke, baugeschichtlich bedeutend | 09211546 |
|                                         | Wohnhaus in offener Bebauung | Orangeriestraße 2 (Karte)              | Mitte 19. Jh. (Wohnhaus)                                                                                              | Fachwerk, stadtentwicklungsgeschichtlich bedeutend | 09211538 |
|                                         | Wohnhaus mit Einfriedung in offener Bebauung                                                                                       | Orangeriestraße 5 (Karte)              | bezeichnet 1796 (Wohnhaus)                                                                                            | heute als Gasthaus genutzt, markanter Bau mit Krüppelwalmdach, baugeschichtlich und stadtentwicklungsgeschichtlich bedeutend | 09215672 |
|                                         | Wohnhaus mit vorgelagertem Portal in offener Bebauung                                                                              | Orangeriestraße 7 (Karte)              | um 1910 (Wohnhaus) | wohlproportionierter Bau mit barockisierendem Mansarddach, charakteristisches Beispiel der Reformarchitektur nach 1900, baugeschichtlich bedeutend, zudem im Zusammenhang mit dem Ortskern von Pillnitz stadtentwicklungsgeschichtlich von Belang | 09211545 |
|                                         | Wohnhaus, Anbau und Einfriedung mit schmiedeeisernem Tor                                                                           | Orangeriestraße 9 (Karte)              | 2. Hälfte 19. Jh. (Wohnhaus)                                                                                          | markanter Bau mit Krüppelwalmdach, baugeschichtlich und stadtentwicklungsgeschichtlich bedeutend | 09211544 |
|                                         | Wohnhaus mit Veranda und Anbau in offener Bebauung                                                                                 | Orangeriestraße 11 (Karte)             | um 1860 (Wohnhaus) | baugeschichtlich und stadtentwicklungsgeschichtlich bedeutend | 09215726 |
|                                         | Wohnhaus in Ecklage und offener Bebauung                                                                                           | Orangeriestraße 14 (Karte)             | bezeichnet 1797 (Wohnhaus)                                                                                            | Inschrift, stadtentwicklungsgeschichtlich bedeutend. Urspr. Standort der Pillnitzer Mühle, 1901 Neubau mit Bäckerei und Gaststätte „Zur Pillnitzer Mühle“, 1948 Schließung des Lokals, später u. a. als Sparkassenfiliale und Apotheke genutzt, 1978 Schließung der Bäckerei und später Einrichtung des Café Pillnitz, nach 1990 als griechisches Restaurant geführt. | 09211543 |
|                                         | Wohnhaus in offener Bebauung | Orangeriestraße 15 (Karte)             | 1. Hälfte 19. Jh. (Wohnhaus)                                                                                          | markantes ländliches Gebäude, baugeschichtlich und stadtentwicklungsgeschichtlich bedeutend | 09211541 |
|                                         | Wohnhaus in offener Bebauung | Orangeriestraße 16 (Karte)             | bezeichnet 1724 (Wohnhaus)                                                                                            | stadtentwicklungsgeschichtlich bedeutend | 09215673 |
| Weitere Bilder                          | Landhaus; Parkcafé Pillnitz | Orangeriestraße 26 (Karte)             | 1. Viertel 19. Jh. (Landhaus)                                                                                         | Sommerwohnung von Carl Gustav Carus (1789–1869), heute Gasthaus und Wohnhaus, trotz einiger Veränderungen markanter Bau der Biedermeierzeit, baugeschichtlich, ortsgeschichtlich und personengeschichtlich bedeutend. Anfang des 19. Jh. im Landhaus-Stil erbaut, 1832–1862 Wohnsitz von Carl Gustav Carus, nach 1980 Einrichtung des Parkcafés, heute mit Gedenktafel für Carus. | 09211539 |
|                                         | Winzerhaus (ehem.) | Orangeriestraße 28 (Karte)             | bezeichnet 1856 (Winzerhaus)                                                                                          | reich verzierte Inschrift, stadtentwicklungsgeschichtlich bedeutend | 09211540 |
| Weitere Bilder                          | Ehem. Gartenbauschule; HTW Dresden                                                                                                 | Pillnitzer Platz 1; 1b; 2; 3 (Karte)   | 1878 (Pillnitzer Platz 2), 1883-1884 (Pillnitzer Platz 1, 1b), 1883-1884 (Pillnitzer Platz 3), 1950-1957 (Nutzgarten) | Urspr. Königliches Hofwaschhaus; Höhere Staatslehranstalt für Gartenbau; Schindler-Bau; Mitschurin-Bau; Kammeyer-Garten; Ensemble der ehemaligen Gartenbauschule (bis 1963 Institut für Obstforschung und Zierpflanzenzucht) mit drei Hauptgebäuden, Grünanlagen (aus Platzgestaltung und Kammeyer-Garten einschl. Bienenhaus), zwei Schalenbrunnen und kleinem Hintergebäude; markante historisierende Gebäudegruppe in unmittelbarer Nähe des Schlosskomplexes, baugeschichtlich, künstlerisch, ortsgeschichtlich und städtebaulich bedeutend, nach 1990 saniert und umgebaut, seither wieder Sitz des Instituts. | 09211592 |
|                                         | Villa | Schulweg 1 (Karte)                     | um 1875 (Villa) | markanter landhausartige Bau, Akzentuierung durch mittigen Balkon und segmentbogenförmige Öffnungen im Erdgeschoss, die Ortgänge der Giebel verziert, baugeschichtlich bedeutend | 09215678 |
|                                         | Wohnhaus mit Nebengebäude in offener Bebauung                                                                                      | Schulweg 2 (Karte)                     | 1. Hälfte 19. Jh. (Wohnhaus)                                                                                          | schlichter, wohlproportionierter Bau der Biedermeierzeit mit Krüppelwalmdach, Fledermausgaupen und maßvoller Lochfassade, baugeschichtlich und künstlerisch bedeutend | 09215680 |
|                                         | Alte und Neue Schule | Schulweg 3 (Karte)                     | 1876-1877 (Alte Schule), 1901 (Neue Schule)                                                                           | Zwei Schulgebäude; Komplex aus klassizistisch erscheinendem Erweiterungsbau der Alten Schule (Wilhelm-Wolf-Straße 1b) und historistisch gestalteter Neuer Schule, baugeschichtlich und ortsgeschichtlich bedeutend | 09211574 |
| Weitere Bilder                          | Königliches Kammergut Pillnitz (ehem.); Wirtschaftsgebäude                                                                         | Söbrigener Straße 1 (Karte)            | um 1910 (Scheune) | Wirtschaftsgebäude/Scheune; Teil des Pillnitzer Kammergutes, baugeschichtlich und ortsgeschichtlich bedeutend | 09211549 |
|                                         | Dampfschiffrestaurant | Söbrigener Straße 2 (Karte)            | Ende 19. Jh. (Restaurant)                                                                                             | Restaurant mit Veranda; traditionelle Pillnitzer Lokalität, ortsgeschichtlich bedeutend | 09215677 |
|                                         | Königliche Hofgärtnerei; Versuchs- und Beispielgärtnerei Pillnitz                                                                  | Söbrigener Straße 5b; 5c; 5d (Karte)   | | Wohnhäuser, Pavillons und Mauer (siehe Lohmener Straße 10). Ehem. Hofgärtnerei mit mehreren Gebäuden, nach Entwürfen von Hans Erlwein erbaut. | 09211547 |
| Direkt Bild zu diesem Denkmal hochladen | Alte und Neue Schule | Wilhelm-Wolf-Straße 1b (Karte)         | 1876-1877 (Alte Schule), 1901 (Neue Schule)                                                                           | Zwei Schulgebäude; Komplex aus klassizistisch erscheinendem Erweiterungsbau der Alten Schule (Wilhelm-Wolf-Straße 1b) und historistisch gestalteter Neuer Schule, baugeschichtlich und ortsgeschichtlich bedeutend | 09211574 |
|                                         | Villa mit Einfriedung | Wilhelm-Wolf-Straße 9 (Karte)          | 1908 (Villa) | versachlichter Bau, Akzente durch vorgewölbte Fenstergruppen im Erdgeschoss und Mansarddach mit Ausbauten, Beispiel der Reformarchitektur, baugeschichtlich und künstlerisch bedeutend. Wohnhaus, mit Mansarddach und Rundgaube, von Rudolf Kolbe im Jugendstil erbaut, 1936 bis in die 1960er Jahre als Familienpension genutzt. | 09211597 |
|                                         | Nebengebäude | Wilhelm-Wolf-Straße 13 (Karte)         | um 1910 (Nebengebäude)                                                                                                | Nebengebäude (Gewächshaus, Pferdestall und Kutscherwohnung); versachlichter Bau nach 1900 mit Mansarddach, Akzentuierung durch Ecknutung und rückwärtigen Vorbau mit Austritt, wohl im Zusammenhang mit der Villa Nummer 9 entstanden, baugeschichtlich bedeutend | 09211575 |
| Weitere Bilder                          | Sachgesamtheit Friedrichsgrund mit zahlreichen Einzeldenkmalen                                                                     | Wünschendorfer Straße - (Karte)        | 1780-1783 (Parkanlage)                                                                                                | Sachgesamtheit Friedrichsgrund mit folgenden Einzeldenkmalen: künstliche Ruine und Denkmal für Johann und Amalia Augusta (Einzeldenkmale ID-Nr. 09218820) sowie sentimentaler Landschaftsgarten (Gartendenkmal), und den Sachgesamtheitsteilen: Bett des Friedrichsgrundbaches und zwei seitliche Zuflüsse, 14 Brücken mit Sandsteinquadern, der Friedrichsgrundweg und der Kanalweg, ein künstlicher Wasserfall, Opferstein; von geschichtlicher, gartenhistorischer, gartenkünstlerischer und landschaftsgestaltender Bedeutung. | 09304894 |
| Weitere Bilder                          | Friedrichsgrund: Künstliche Ruine sowie Denkmal für Johann und Amalia Augusta (Einzeldenkmale zu ID-Nr. 09304894)                  | Wünschendorfer Straße - (Karte)        | 1785 (Ruine), bezeichnet 1872 (Denkmal)                                                                               | Einzeldenkmale der Sachgesamtheit Friedrichsgrund: künstliche Ruine sowie Denkmal für Johann (1801–1873) und seine Gemahlin Amalia Augusta (Ehrensäule zum 50. Hochzeitstag); künstliche Ruine über dem Pillnitzer Friedrichsgrund, seltenes bauliches Zeugnis eines romantisierenden Historismus, baugeschichtlich, kunsthistorisch und künstlerisch bedeutend, Denkmal personengeschichtlich bedeutend, auf Grund der qualitätvollen spätklassizistischen Gestaltung auch künstlerisch von Belang. | 09218820 |
| Weitere Bilder                          | Kriegerdenkmal | Wünschendorfer Straße (Karte)          | nach 1918 (Kriegerdenkmal)                                                                                            | Ehrenmal für die Gefallenen des Ersten Weltkrieges; ortsgeschichtlich bedeutend | 09211583 |
| Weitere Bilder                          | Königliches Kammergut Pillnitz; Alte Schäferei                                                                                     | Wünschendorfer Straße 1 (Karte)        | 2. Hälfte 18. Jh. (Schäferei), 1760 Seitengebäude mit Schäferwohnung (Seitengebäude)                                  | Anlage mit großem Stall- und Scheunengebäude, zwei Seitengebäude (das größere ursprünglich mit Schäfer-Wohnung), Einfriedung, teilweise straßenbegleitender Stützmauer aus Naturstein und zwei Toranlagen; ursprünglich Teil des Pillnitzer Kammergutes, dem Wirtschaftshof von Schloss und Garten (Residenz der Wettiner), in diesem Zusammenhang von besonderer landesgeschichtlicher und ortsgeschichtlicher Bedeutung, heute als Reiterhof genutzt, die Baulichkeiten als charakteristische und weitestgehend ursprünglich erhaltene ländliche Gebäude des 18. Jahrhunderts auch baugeschichtlich bedeutend | 09211578 |
| Weitere Bilder                          | Villa und Gartenhaus | Wünschendorfer Straße 6; 6a (Karte)    | bezeichnet 1852 (Villa), bezeichnet 1899 (Statue)                                                                     | Villa, Nebengebäude (Gartenhaus), Garten und Plastik eines Diskuswerfers; seltene Fassadenmalerei zur Straße, das Wohngebäude landhausartiger Bau im Schweizerhausstil, gehört zu den auffälligsten Bauten dieses Stils in Dresden, bemerkenswerter Garten, Anwesen baugeschichtlich und künstlerisch bedeutend | 09211587 |

## Ausführliche Denkmaltexte
1. ↑  
Sachgesamtheit Schloss und Schlosspark Pillnitz mit folgenden Einzeldenkmalen: Wasserpalais (Einzeldenkmal ID-Nr. 09211562), Bergpalais (Einzeldenkmal ID-Nr. 09211563), Neuem Palais (Einzeldenkmal ID-Nr. 09211561), Englischem Pavillon (Einzeldenkmal ID-Nr. 09211567), Chinesischem Pavillon (Einzeldenkmal ID-Nr. 09211571), Orangerie (Einzeldenkmal ID-Nr. 09211564), Palmenhaus (Einzeldenkmal ID-Nr. 09211570), sog. Winterschuppen (Einzeldenkmal ID-Nr 09306684), Trompeterhaus (Einzeldenkmal ID-Nr. 09306683), Gondel einschl. Schutzdach (Einzeldenkmal ID-Nr. 09211548), Löwenkopfbastei (Einzeldenkmal ID-Nr. 09306539), Flora-Statue (Einzeldenkmal ID-Nr. 09218998), Juno Ludovisi, Büste auf Postament auf der Insel im Englischen Teich (Einzeldenkmal ID-Nr. 09306677), Deckelvase/Steinerner Ziervase (Einzeldenkmal ID-Nr. 09218999) sowie Alter Schlosswache (Einzeldenkmal ID-Nr. 09211560) und Schlosspark, Elbuferbereich sowie vorgelagerter Elbinsel, welche vom botanisch-dendrologischen Gedanken her mit Park verknüpft ist (als Gartendenkmal[e]), dazu Wasserreservoire an der Meixstraße (sogen. Mühlteich), Kamelienhaus, zwei Wachgebäuden am westlichen Eingang zum Schlosspark (kleines und großes Torhaus) und Pavillon an der stromseitigen Begrenzungsmauer, auch Elbpavillon, zwei Brücken, historischer Parkbeleuchtung und Einfriedungsmauern (als Sachgesamtheitsteile); Park ausgedehnt und mit gartenkünstlerischer Gestaltung, im Zentrum relativ regelmäßige Anlage des Lustgartens, dieser ursprünglich barock, später umgestaltet, regelmäßig auch das Kaiserstück hinter dem Bergpalais, offene Erweiterungen entlang des Elbufers mit Fährstück, Spieleinrichtungen des in der Grundstruktur erhaltenen Heckengartens und der Maille-Bahn, unregelmäßig, landschaftlich angelegter Bereich des Englischen Gartens (einer der ersten Englischen Gärten Sachsens) und in ähnlicher Ausführung, aber zeitlich später, der Holländische und Chinesische Garten, beachtenswerte Nadelgehölzsammlung (Koniferenhain) vor der Orangerie, Belebung des Neuen Palais durch Fliederhof, gesamte Schloss- und Parkanlage einzigartiges Ensemble der Gartenkunst und der Architektur vom Barock bis in die Neuzeit, baugeschichtlich, gartengestalterisch, künstlerisch, ortsgeschichtlich und landschaftsgestaltend bedeutend, als einstige Residenz der Wettiner zudem von besonderer Bedeutung für die Landesgeschichte (siehe Friedrichsgrund als vorromantisch-sentimentale Fortsetzung des Englischen Gartens).
2. ↑  
Als Teil der Sommerresidenz der Wettiner ist der Friedrichsgrund bedeutend für die Geschichte Sachsens und birgt zudem Erinnerungen (Erinnerungswert) an das Königshaus. In der Zeit der Empfindsamkeit durch Kurfürst Friedrich August III. 1780-1783 mit Zutaten (wie Opferstein, künstlichem Wasserfall usw.) geschmückt, bildet er ein Areal von besonderer landschaftsgestaltender Bedeutung, das in dieser Form wohl einzigartig ist. Trotz Verlusten an der Ausstattung der Anlage kommt dem Ensemble große gartenhistorische Bedeutung zu. Die Gestaltung des Friedrichsgrundes entsprach nicht nur den aktuellen gartenkünstlerische Theorien, sie kann sogar als fortschrittlich innerhalb der der frühen Landschaftsgartenentwicklung in Deutschland angesehen werden: Im Gegensatz zu anderen zeitgenössischen Gärten kommt der Friedrichsgrund ganz ohne erläuternde Inschriften aus und beschränkt sich auf wenige ausgewählte Gartenszenen, die einem zentralen Thema zugeordnet werden können - die historisch-literarisch verklärte Hermannsschlacht. Die geplante Anbindung des Friedrichsgrundes an den Pillnitzer Schlossgarten zeigt, dass er als erweiterter Bestandteil des dortigen botanischen Gartens gedacht war. Standen in den unter Friedrich August geschaffene Teilen des Schlossgartens das wissenschaftliche Analysieren im Vordergrund, so ging es im Friedrichsgrund um eine sinnliche-ästhetische Wahrnehmung. Dabei ist der Friedrichsgrund nicht losgelöst von seiner Umgebung zu betrachten: Er war eingebunden in ein Spazier- und Fahrwegenetz, das die Pillnitzer Elb- und die angrenzende Vorgebirgslandschaft durchzog. Damit wurde das Anliegen der Gartenkunst, den Besucher in die freie Landschaft hinauszuführen, natürlich schöne Gegenden zugänglich zu machen und nur da, wo es tatsächlich notwendig war, korrigierend einzugreifen par excellence verwirklicht. Zum sentimentalen Landschaftspark gehört nicht nur das Gelände unmittelbar am Friedrichsgrundbach, sondern wesentliche Teile der begleitenden Hänge, der Kanalweg und der Königsweg einschließlich Plateau, Aussicht, Ruine und Denkmal (vergleiche mit historischer Darstellung des Friedrichsgrundes um 1800). Ruine von Johann Daniel Schade künstlich angelegte gotische Ruine über dem Pillnitzer Friedrichsgrund auf Überresten einer mittelalterlichen Befestigungsanlage, einst auch mit Speisesaal und Kamin. 
Der Friedrichsgrund wird begrenzt von der Meixstraße (diese mit einbeziehend) im Norden, von der Meixmühle, dem Kanalweg und dem Friedrichsgundbachzufluss im Osten und von der Wünschendorfer Straße im Süden und Osten (dabei im Westen das bebaute Flurstück 2 aussparend). Einige der als Bogenbrücken ausgeführten Bachquerungen sind etwas aufwendiger gestaltet. Im östlichen Teil des Friedrichsgrundes deuten vereinzelte Pfeiler darauf hin, dass sich hier offenbar Geländer befunden haben. Der künstliche Wasserfall zeigt eine stufenartige Gestaltung mit mehreren kleinen Becken (vergleiche Darstellung des Friedrichsgrundes um 1800). Der Kanalweg erscheint mit einer Mauer befestigt. Möglicher weise diente der unter ihm verlaufende Kanal der Speisung des künstlichen Wasserfalls (LfD/2002, 2013).